# Xuchang
Xuchang (xinès simplificat: 许昌; xinès tradicional: 許昌; postal: Hsuchang) és una ciutat a nivell de prefectura de la província de Henan, a la República Popular de la Xina. Limita amb la capital provincial Zhengzhou al nord-oest, Kaifeng al nord-est, Zhoukou a l'est, Luohe al sud-est i Pingdingshan al sud-oest.
La seva població era de 4.379.998 habitants al cens final de 2020, dels quals 2.047.973 vivien a la zona urbanitzada (o metropolitana) formada pels districtes de Weidu i Jian'an (anomenats pel nom de l'era de l'emperador Xian de Han) i la ciutat de Changge en gran part urbanitzada. El 2007, la ciutat va ser nomenada com una de les deu ciutats més habitables de la Xina per l'Informe sobre el valor de la marca de les ciutats xineses, que es va publicar a la Cimera de Beijing del Fòrum de Ciutats de la Xina de 2007.

## Història
Durant l'inici de la dinastia Zhou, la regió de Xuchang va ser concedida a la família Xu (Xǔ (許/许)) del cognom Jiang i es va convertir en l'estat de Xu, governat per Xu Wenshu. Durant el període de Primaveres i Tardors i dels Regnes Combatents, Xuchang va ser ocupada successivament pels estats de Zheng i Chu, i la família Xu va ser traslladada posteriorment al comtat de Ye per l'estat de Chu.
Xuchang va servir com a capital de facto del senyor de la guerra Cao Cao durant el final de la dinastia Han oriental. Després de trobar l'antiga capital Luoyang devastada per la guerra, Cao va traslladar la cort imperial i l'emperador Xian al que ara és Xuchang l'any 196.
L'any 220, el fill i successor de Cao Cao, Cao Pi, va declarar oficialment la ciutat com a capital del nou estat de Cao Wei. La ciutat va ser rebatejada com a "Xuchang". Els emperadors Wei van mantenir la cort a Xuchang fins que la capital es va traslladar a Luoyang als anys 220.

## Geografia

### Clima
Xuchang té un clima subtropical humit influenciat pel monsó (Köppen Cwa), amb quatre estacions diferents. Els hiverns són frescos i secs, els estius calorosos i humits, la primavera comença aviat i és càlida, i la tardor és suau i proporciona una transició raonable. La pluja cau principalment de maig a setembre, amb més del 70% de les precipitacions anuals. La ciutat té una temperatura mitjana anual de 14,6 °C, i la seva temperatura mitjana mensual més alta és de 27,0 °C al juliol i la més baixa és de 0,7 °C al gener. La precipitació anual és de poc m és de 700 mil·límetres. Hi ha 2280 hores de sol a l'any.